# فرانك د. غراهام
فرانك د. غراهام (بالإنجليزية: Frank D. Graham)‏ هو كاتب أمريكي، ولد في 1875، وتوفي في 1965.